# Anarosaurus
Anarosaurus is een geslacht van uitgestorven reptielen. Het was een klein dier met poten die ietwat op peddels leken. Er zijn slechts fragmentarische resten en geen complete skeletten van Anarosaurus gevonden waardoor men slechts weinig informatie over Anarosaurus heeft. Uit de fossielen van Anarosaurus die gevonden zijn blijkt dat hij nauw verwant was aan de beter bekende Dactylosaurus. Samen met Dactylosaurus en enkele placodonten was Anarosaurus een der oudste zeereptielen. Fossielen van Anarosaurus stammen uit het Anisien en misschien zelfs Olenekien. Hiermee is het een der oudste leden van de orde der Nothosauria. Fossielen van Anarosaurus zijn ook in Nederland gevonden in de groeve van Winterswijk. Daar leefde hij samen met Dactylosaurus, de andere nothosauriër Nothosaurus, de placodonten Saurosphargis en Placodus en de prolacertiform Tanystropheus. Ook zijn er in de groeve fossiele voetsporen gevonden. Anarosaurus was te klein om de maker van deze voetsporen geweest te zijn.